# Apollo 18 (film)
Apollo 18 è un film del 2011 diretto da Gonzalo López-Gallego.
Prodotto da Timur Bekmambetov, è realizzato in stile falso documentario rimontando filmati esistenti (found footage) come i celebri Cloverfield, Paranormal Activity e Rec. Ispirato a una vera missione progettata dalla NASA, l'Apollo 18, che doveva essere lanciata nel dicembre del 1974 ma fu annullata, il film tratta di una missione di routine che si svolge in segreto sulla Luna, in cui vengono ritrovati dei nastri video lasciati dagli astronauti delle precedenti missioni, nei quali sono registrati scioccanti avvenimenti relativi all'incontro con forme di vita aliene altamente ostili (il che rivelerebbe il motivo per cui la NASA non avrebbe più toccato la Luna).
Dopo vari dibattiti sul suo rilascio,  il film è uscito negli Stati Uniti, nel Regno Unito e in Canada il 2 settembre 2011.

## Trama
2011. Una spiegazione testuale a tutto schermo ci informa che sul sito internet moontruth.com è stato pubblicato un video segreto che dimostra l'esistenza di una missione sulla Luna del 1974 mai resa pubblica: la missione Apollo 18.
Dicembre 1974: il Dipartimento della Difesa statunitense contatta l'equipaggio della missione dell'Apollo 18, precedentemente annullata, affermando che la missione è ancora in via di sviluppo anche se altamente secretata. Il comandante Nathan Walker, il tenente colonnello John Grey e il capitano Benjamin Anderson vengono lanciati verso la Luna, apparentemente con lo scopo di raccogliere campioni di rocce lunari; la loro missione è in realtà quella di rimpiazzare macchinari e sensori al fine di allertare gli Stati Uniti (coinvolti nella Guerra Fredda) in caso di attacchi nucleari sovietici (ICBM).
Grey rimane in orbita a bordo del modulo di comando (CSM) "Freedom" mentre Walker e Anderson atterrano sul suolo lunare a bordo del modulo lunare "Liberty". Durante l'installazione di uno dei rilevatori, Walker e Anderson prelevano dei campioni di rocce fuori dal comune. Più tardi il loro sonno viene disturbato da insoliti rumori all'esterno del modulo, mentre una telecamera riprende tutto: una roccia inspiegabilmente sembra muoversi. Alla radio, il centro di controllo della missione a Houston spiega che i rumori esterni sembrano dovuti a delle interferenze tra i sensori ICBM appena installati dall'equipaggio. Durante le EVA (attività extraveicolari) gli astronauti trovano alcune impronte che li conducono a un lander sovietico, un modulo lunare LK ancora operativo e funzionante ma sinistramente macchiato di sangue. Successivamente Anderson trova un casco con la visiera sfondata ed alcune macchie sul terreno che lo guidano a un piccolo cratere, dentro al quale trovano il corpo di un cosmonauta sovietico. Walker, spaventato, chiede a Houston informazioni sulla presenza sovietica sulla Luna ricevendo risposte evasive, tanto sulla missione quanto, soprattutto, sull'eventuale presenza di un secondo cosmonauta. Da terra tuttavia gli viene ordinato di continuare la missione.
Il giorno seguente inspiegabilmente gli astronauti non ritrovano più la bandiera. La missione è ormai completata, l'equipaggio si prepara a lasciare il suolo lunare ma il lancio viene interrotto da improvvisi scossoni del suolo. Un'ispezione fuoribordo rivela gravi danni al modulo e tracce non umane, rivelando l'esistenza di vita extraterrestre. Walker improvvisamente sente qualcosa muoversi all'interno nella sua tuta e sparisce dalla vista di Anderson; questi lo ritrova poi incosciente fuori dal modulo lunare. Walker, una volta risvegliato, asserisce di non ricordare assolutamente l'evento passato ma ha una ferita sul petto in cui si trova una roccia lunare. L'equipaggio inoltre risulta incapace di contattare Houston per motivi sconosciuti.
Anderson ipotizza che la vera intenzione dei dispositivi di rilevamento ICBM fosse quello di attirare gli alieni. Le condizioni di Walker peggiorano, iniziano a svilupparsi segni di infezione, la ferita cresce e Walker diventa sempre più paranoico.
Le telecamere di missione riprendono dei campioni di rocce muoversi all'interno del modulo lunare. Sempre più in preda al delirio, Walker cerca di distruggere le stesse telecamere ma danneggia accidentalmente i controlli del sistema, causando la depressurizzazione del modulo.
Capendo che il lander sovietico rimane la loro unica fonte di ossigeno, la coppia si dirige al lander a bordo del rover lunare. Lungo il percorso, Walker cerca di scappare, credendo che sia meglio non lasciare la Luna per non diffondere l'infezione. Anderson tentando di fermare Walker cade e sviene. Rinvenuto, si mette alla ricerca del suo compagno, che trova nel cratere del cosmonauta sovietico morto. Walker viene trattenuto all'interno del cratere e Anderson con la sua luce stroboscopica cerca di illuminare la zona. Osservando che le rocce si stanno trasformando in parassiti, Anderson cerca di fuggire verso il lander sovietico.
Usando la radio all'interno del lander entra in contatto con il Controllo Missione sovietico, che lo collega al Dipartimento della Difesa degli Stati Uniti. Il dipartimento informa Anderson che non gli sarà permesso di tornare sulla Terra, ammettendo di essere a conoscenza della situazione, per evitare rischi di contagio.A questo punto Anderson contatta Grey cercando accordi per tornare al Freedom.
Anderson prepara il lander per il lancio, ma viene attaccato da degli artropodi lunari sotto forma di rocce e da Walker, oramai posseduto dagli alieni, che cerca di sfondare un oblò con un martello. Anderson, tuttavia, riesce a partire ma, nel contempo, Houston informa Grey che Anderson è infetto e che non dovrà permettergli l'aggancio; se lo farà da terra verranno interrotte tutte le comunicazioni e i due astronauti si perderanno nello spazio. Nonostante questo Gray decide di continuare la manovra di aggancio permettendo ad Anderson di salvarsi.
All'interno del lander intanto, la gravità ridotta fa fluttuare alcuni campioni di roccia lunare, rivelando che i cosmonauti sovietici avevano preso dei campioni del suolo lunare. Anderson viene attaccato e infettato dalle creature, impedendogli di controllare il veicolo lanciato a forte velocità e provocando la collisione con il Freedom.
Un filmato mostra i piloti durante un barbecue con gli amici e la famiglia. Ufficialmente la NASA dichiara i tre astronauti morti a causa di incidenti durante delle operazioni e che i corpi non sono stati mai trovati. L'epilogo spiega che molti dei campioni di roccia tornati dalle missioni Apollo, distribuiti a dignitari stranieri, sono ormai dispersi.

## Distribuzione
Il film è stato distribuito nelle sale cinematografiche americane, britanniche e canadesi il 2 settembre 2011. Originariamente pianificato per il 4 marzo 2011, la distribuzione è stata rinviata sei volte durante l'anno (dal 22 aprile 2011, 8 luglio 2011, 13 gennaio 2012, 26 agosto 2011, e infine il 2 settembre 2011).
Uscito in buona parte del mondo, il film rimane inedito in Italia.